# Trčova
Trčova je naselje v Mestni občini Maribor.